# Râul Răzvădeanca
Râul Răzvădeanca este un curs de apă, afluent al râului Slănic de Gura Ocniței. 